# 南バージニア大学
南バージニア大学（Southern Virginia University、通称SVU）はアメリカ合衆国バージニア州ブエナビスタにある大学。
1867年に創立され、1900年にブエナビスタに移転し、1994年に現在の名称になった。1996年に資金難に陥り、大学の管理者は大学を閉鎖しようとしたが、ワシントン市に在住の末日聖徒イエス・キリスト教会の会員が大学を買い取った。現在、大学は教会と直接の関係はないが、学生のほとんどは教会員である。